# Ada Kok
Aagje « Ada » Kok, née le 6 juin 1947 à Amsterdam, est une nageuse néerlandaise.
Elle est la sœur cadette de Gretta Kok (en), elle aussi nageuse de haut niveau et qui était dans la même équipe championne d'Europe du 4 × 100 m 4 nages en 1966.

## Palmarès

### Jeux olympiques d'été
- Jeux olympiques d'été de 1964 de Tōkyō
  -  Médaille d'argent sur 100 m papillon
  -  Médaille d'argent sur 4 × 100 m 4 nages
- Jeux olympiques d'été de 1968 de Mexico
  -  Médaille d'or sur 200 m papillon

### Championnats d'Europe
- Championnats d'Europe 1962
  -  Médaille d'or sur 100 m papillon
  -  Médaille d'argent sur 4 × 100 m 4 nages

- Championnats d'Europe 1966
  -  Médaille d'or sur 100 m papillon
  -  Médaille d'or sur 4 × 100 m 4 nages
  -  Médaille d'argent sur 400 m nage libre